# Weekends of Mass Distraction Tour
Il Weekends of Mass Distraction Tour è stato un tour del cantante britannico Robbie Williams, realizzato per promuovere il suo quinto album in studio, Escapology.
Il tour si svolse tra giugno e dicembre 2003, e fu diviso in tre parti; una serie di date estive ("Weekends of Mass Distraction") e autunnali ("Cock of Justice") in Europa e una breve serie di date invernali ("Aussie Typo") in Oceania.

## Accoglienza
«Per la prima volta nella mia vita, sono senza parole. Non ho mai visto niente del genere in vita mia... e dopo queste tre notti non credo che la Gran Bretagna vedrà niente di simile per molto tempo a venire»

— Robbie Williams, Knebworth Park, 1-3 agosto 2003
Il 23 novembre 2002 furono messi in vendita i biglietti per il tour europeo di Williams del 2003. Tra gli spettacoli annunciati nel Regno Unito vi erano due date al Knebworth Park di Stevenage, che furono sold out a tempo record: in sette ore furono venduti 250,000 biglietti, portando all'aggiunta di una terza data, anch'essa rapidamente esaurita, e battendo il record detenuto dagli Oasis per velocità e numero di biglietti venduti. Nonostante fosse stata anticipata dalla stampa e il parco fosse stato riservato per altri giorni, l'ipotesi di una quarta data fu abbandonata.
L'estate seguente il tour fu seguito da oltre 1,2 milioni di fan nei principali stadi del continente e incassò 100 milioni di dollari; il culmine della tournée vide Williams esibirsi di fronte a oltre 125,000 persone a sera in tre concerti consecutivi dal 1º al 3 agosto a Knebworth Park, diventando "il più grande evento live nella storia nel Regno Unito", e battendo ogni precedente record di affluenza nel paese, con oltre 375,000 spettatori totali.
Il live tratto dall'evento attirò un'audience tv di 3,5 milioni di telespettatori, e divenne l'album dal vivo/DVD più venduto di sempre nel Regno Unito.
La data estiva conclusiva del 9 agosto vide Williams esibirsi di fronte ad oltre 135,000 persone al Phoenix Park di Dublino, stabilendo il record per il concerto più grande mai tenuto in Irlanda.
Williams terminò il tour con una serie di concerti autunnali e invernali nelle arene europee e negli stadi di Australia e Nuova Zelanda, facendo registrare sold-out immediati.
Una quarta parte del tour in America Latina, prevista per febbraio 2004, con concerti in Cile, Argentina, Brasile e Messico, venne cancellata a causa di impegni discografici di Williams.

## Scaletta
Dal concerto di Stevenage del 3 agosto 2003:
1. "Let Me Entertain You"
2. "Let Love Be Your Energy"
3. "We Will Rock You" (Queen cover)
4. "Monsoon"
5. "Come Undone"
6. "Strong"
7. "Me and My Monkey"
8. "Hot Fudge"
9. "Mr. Bojangles" (Jerry Jeff Walker cover)
10. "She's the One" (World Party cover)
11. "Supreme"
12. "Kids"
13. ''Back For Good" (Take That cover) (duetto con Mark Owen)
14. "Better Man"
15. "Nan's Song"
16. "Feel"
17. "Rock DJ"
18. "Millennium"
19. "Angels"

## Artisti d'apertura
- Kelly Osbourne, The Darkness, Moby, Skin, Ash (Europa)
- Duran Duran, Nesian Mystik (Oceania)

## Date del tour
| Data             | Città             | Paese           | Luogo                             | Spettatori |
| Europa           | Europa            | Europa          | Europa                            | Europa     |
| ---------------- | ----------------- | --------------- | --------------------------------- | ---------- |
| 28 giugno 2003   | Edimburgo         | Regno Unito     | Murrayfield Stadium               | 70,000     |
| 29 giugno 2003   | Edimburgo         | Regno Unito     | Murrayfield Stadium               | 70,000     |
| 2 luglio 2003    | Parigi            | Francia         | AccorHotels Arena                 | 16,000     |
| 4 luglio 2003    | Vienna            | Austria         | Ernst Happel Stadion              | 55,000     |
| 6 luglio 2003    | Monaco di Baviera | Germania        | Olympiastadion                    | 63,000     |
| 8 luglio 2003    | Berlino           | Germania        | Parkbühne Wuhlheide               | 17,000     |
| 9 luglio 2003    | Berlino           | Germania        | Waldbühne                         | 22,000     |
| 11 luglio 2003   | Mannheim          | Germania        | Maimarktgelände                   | 65,000     |
| 13 luglio 2003   | Gelsenkirchen     | Germania        | Veltins-Arena                     | 55,000     |
| 14 luglio 2003   | Gelsenkirchen     | Germania        | Veltins-Arena                     | 55,000     |
| 17 luglio 2003   | Amsterdam         | Paesi Bassi     | Amsterdam Arena                   | 50,000     |
| 18 luglio 2003   | Amsterdam         | Paesi Bassi     | Amsterdam Arena                   | 50,000     |
| 20 luglio 2003   | Hannover          | Germania        | Messegelände                      | 70,000     |
| 22 luglio 2003   | Anversa           | Belgio          | Sportpaleis                       | 16,000     |
| 23 luglio 2003   | Anversa           | Belgio          | Sportpaleis                       | 16,000     |
| 25 luglio 2003   | Copenaghen        | Danimarca       | Parken Stadion                    | 45,000     |
| 27 luglio 2003   | Stoccolma         | Svezia          | Olympiastadion                    | 35,000     |
| 1 agosto 2003    | Stevenage         | Regno Unito     | Knebworth Park                    | 125,000    |
| 2 agosto 2003    | Stevenage         | Regno Unito     | Knebworth Park                    | 125,000    |
| 3 agosto 2003    | Stevenage         | Regno Unito     | Knebworth Park                    | 125,000    |
| 9 agosto 2003    | Dublino           | Irlanda         | Phoenix Park                      | 135,000    |
| 19 ottobre 2003  | Lisbona           | Portogallo      | Altice Arena                      | 16,000     |
| 20 ottobre 2003  | Lisbona           | Portogallo      | Altice Arena                      | 16,000     |
| 22 ottobre 2003  | Madrid            | Spagna          | Palacio de Vistalegre             | 12,000     |
| 24 ottobre 2003  | Barcellona        | Spagna          | Palau Sant Jordi                  | 18,000     |
| 25 ottobre 2003  | Lione             | Francia         | Halle Tony Garnier                |            |
| 27 ottobre 2003  | Ginevra           | Svizzera        | Arena di Ginevra                  |            |
| 28 ottobre 2003  | Ginevra           | Svizzera        | Arena di Ginevra                  |            |
| 30 ottobre 2003  | Milano            | Italia          | Mediolanum Forum                  | 12,000     |
| 31 ottobre 2003  | Milano            | Italia          | Mediolanum Forum                  | 12,000     |
| 3 novembre 2003  | Budapest          | Ungheria        | László Papp Budapest Sports Arena |            |
| 4 novembre 2003  | Praga             | Repubblica Ceca | Tipsport Arena                    | 15,000     |
| 6 novembre 2003  | Katowice          | Polonia         | Spodek Arena                      |            |
| 9 novembre 2003  | Mosca             | Russia          | Olimpijskij Arena                 |            |
| 11 novembre 2003 | Helsinki          | Finlandia       | Hartwall Arena                    |            |
| 12 novembre 2003 | Helsinki          | Finlandia       | Hartwall Arena                    |            |
| 14 novembre 2003 | Oslo              | Norvegia        | Vallhall Arena                    | 13,000     |
| 15 novembre 2003 | Oslo              | Norvegia        | Vallhall Arena                    | 13,000     |
| Oceania          |                   |                 |                                   |            |
| 6 dicembre 2003  | Auckland          | Nuova Zelanda   | Western Springs Stadium           | 50,000     |
| 12 dicembre 2003 | Melbourne         | Australia       | Docklands Stadium                 | 55,000     |
| 13 dicembre 2003 | Sydney            | Australia       | Aussie Stadium                    | 55,000     |
| 14 dicembre 2003 | Sydney            | Australia       | Aussie Stadium                    | 55,000     |

### Modifiche e cancellazioni
| Data             | Città        | Stato         | Luogo                     | Causa                                                                                                   |
| ---------------- | ------------ | ------------- | ------------------------- | --- |
| Luglio 2003      | Berlino      | Germania      | Olympiastadion            | Spostato alla Waldbühne e alla Parkbühne Wuhlheide, a causa di lavori di ristrutturazione dello stadio. |
| 31 luglio 2003   | Stevenage    | Regno Unito   | Knebworth Park            | Il parco fu riservato per una possibile quarta data a scelta tra i due giorni, poi mai annunciata.      |
| 4 agosto 2003    | Stevenage    | Regno Unito   | Knebworth Park            | Il parco fu riservato per una possibile quarta data a scelta tra i due giorni, poi mai annunciata.      |
| Agosto 2003      | Dublino      | Irlanda       | Lansdowne Road            | I due concerti inizialmente annunciati furono sostituiti dalla data a Phoenix Park.                     |
| 15 ottobre 2003  | Nizza        | Francia       | Palais Nikaia             | Cancellati per motivi sconosciuti.                                                                      |
| 16 ottobre 2003  | Tolosa       | Francia       | Zénith di Tolosa          | Cancellati per motivi sconosciuti.                                                                      |
| Dicembre 2003    | Wellington   | Nuova Zelanda | Westpac Stadium           | Cancellata dai promoter.                                                                                |
| 21 febbraio 2004 | Buenos Aires | Argentina     | Stadio José Amalfitani    | Cancellati a causa di impegni discografici di Williams.                                                 |
| 23 febbraio 2004 | Viña del Mar | Cile          | Anfiteatro Quinta Vergara | Cancellati a causa di impegni discografici di Williams.                                                 |